# Kolonia Choszczewka
Kolonia Choszczewka (prononciation : [kɔˈlɔɲa xɔʂˈt͡ʂɛfka]) est un village polonais de la gmina de Dzierzgowo dans le powiat de Mława de la voïvodie de Mazovie dans le centre-est de la Pologne.
Le village compte approximativement une population de 26 habitants en 2011.

## Histoire
De 1975 à 1998, le village appartenait administrativement à la voïvodie de Ciechanów.